# Camp d'hoquei sobre herba

Mesures estàndard. El terreny de joc és de 91.4 × 55.0 m amb una superfície de 5027 m2.

Un camp d'hoquei és la superfície de joc per al joc d'⁣hoquei herba. Històricament, el joc es jugava sobre gespa natural (herba) i actualment es juga predominantment sobre gespa artificial. La transició als camps artificials es va produir durant la dècada de 1970 i es va fer obligatòria per a les principals competicions el 1976. Totes les línies, marques i especificacions d'objectius són descrites per la Federació Internacional d'Hoquei a "Les regles de l'hoquei".
Totes les marques de línia del terreny de joc formen part de l'àrea que defineixen. Per exemple, una pilota a la línia de banda encara està al terreny de joc; una bola a la línia del cercle de penal es troba al cercle de penal; s'ha produït una falta comesa per sobre de la línia de 23 metres (25 iardes) a l'àrea de 23 metres. Una pilota ha de travessar completament una línia de límit per estar fora de joc, i una pilota ha de travessar completament la línia de gol abans de marcar un gol.
A causa de la formulació original de les regles a Anglaterra, les dimensions estàndard d'un camp d'hoquei es van expressar originalment en unitats imperials. Les regles actualment s'expressen explícitament en dimensions mètriques (des de 1998), encara que l'ús dels termes imperials continua sent comú en alguns països.

## Camp de joc

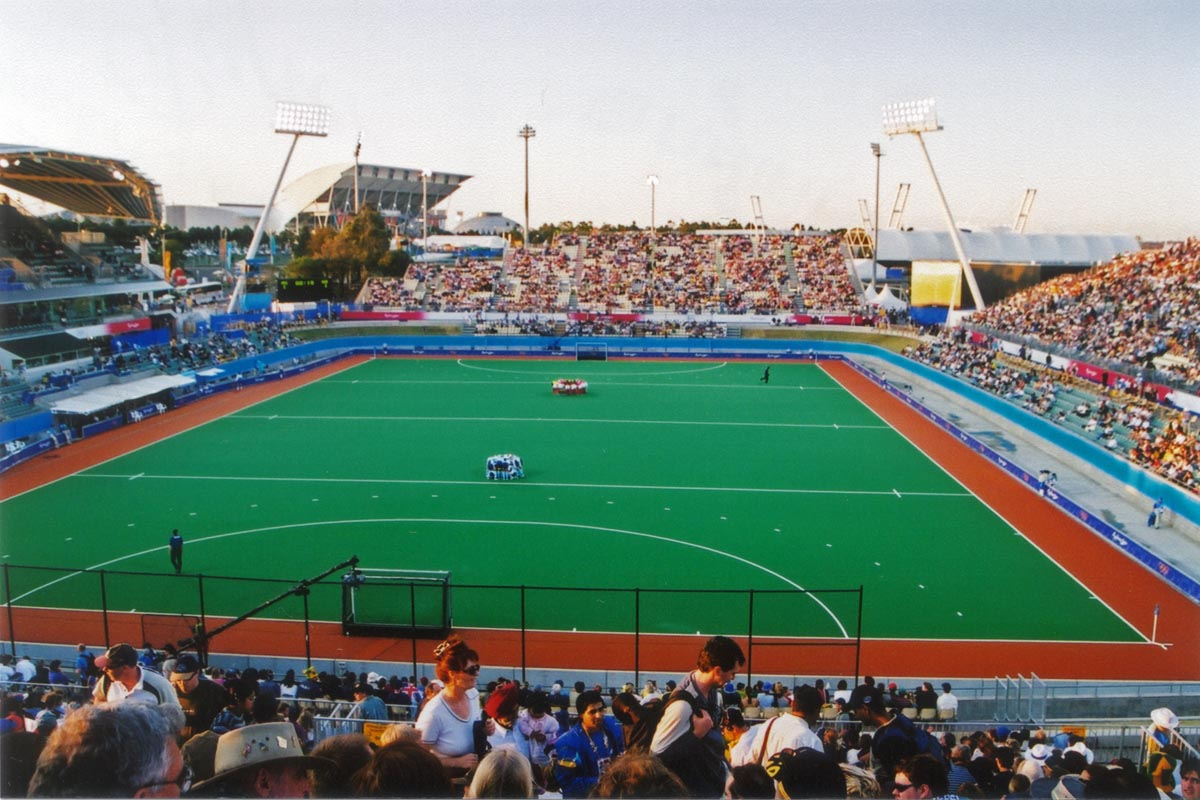
Els camps de colors s'utilitzen per distingir el terreny de joc (verd) de la segona volta (vermell).

El camp d'hoquei és de forma rectangular. Les vores perimetrals més llargues s'anomenen línia lateral, les vores més curtes oposades s'anomenen línia posterior i la part d'aquesta entre els pals es coneix com a línia de porteria. La línia lateral ha de mesurar 91,40. m (100 yd) i la línia posterior hauria de mesurar 55,00 m (60 yd). Hi ha d'haver un mínim de 2 metres al marge i 3 metres a les línies de fons, que pot ser una superfície diferent per al metre final. Totes les marques de línia han de ser blanques i de 75 mil·límetres d'ample. A cada cantonada del terreny de joc, una bandera de cantonada de no més de 300 mm (12 in) quadrat s'adjunta a un pal d'1,2 a 1,5 metres d'alçada.
Històricament, les dimensions eren imperials i es van substituir per equivalents mètrics el 1998. Les primeres regles registrades representaven el que els clubs de Londres utilitzaven en aquell moment. Els minuts del Surbiton Hockey Club de 1876 deien que els camps havien de ser de "100–150 iardes (91–137 m) llarg i 50–80 iardes (46–73 m) ample". Les regles de l'Associació d'Hoquei d'Anglaterra el 1886 especificaven "100 iardes de llarg per 55 a 60 iardes (50 a 55 m) d'ample". El 1905, la Junta de Regles Internacionals va permetre que l'amplada del terreny fos "fins a 66 iardes (60 m) "però aquesta decisió es va revocar el 1909. El 1975, l'amplada actual de 60 iardes es va escriure a les regles.
En superfícies artificials, el terreny de joc ha de ser de color verd, blau ultramar o blau senyal. Es permet que la part perimetral de la pista sigui un color alternatiu. Els Jocs Olímpics de Londres 2012 van iniciar una nova tendència per als camps d'hoquei blaus perquè la gespa blava ajuda als espectadors de televisió a veure clarament la pilota i les marques del camp d'hoquei durant el joc. No tots els camps d'hoquei han de ser blaus, però una pilota groga sobre gespa blava és ara l'estàndard per als tornejos professionals d'hoquei herba.